# Roberto Ladijanski
Roberto (Reuven) Ladijanski (Rio de Janeiro, 9 de outubro de 1970) é um advogado e político israelense. É o atual Vice-Prefeito de Tel Aviv-Yafo e Presidente da Associação de Municípios para Gestão de Resíduos da Região Dan (Grande Tel Aviv) em Israel. Ele foi candidato a Prefeito de Tel Aviv-Jaffa nas eleições municipais da cidade.

## Infância e formação
Roberto Ladijanski nasceu em 9 de outubro de 1970, no Méier, na Zona Norte do Rio de Janeiro. Na infância, mudou-se com os pais para o bairro da Tijuca também na Zona Norte do Rio de Janeiro. Com 10 anos ele emigrou com a família para Tel Aviv-Yafo em Israel.
Ele é advogado por formação. Em 2004, ele se formou em Direito pela Ono Academic College e em 2006 ele concluiu seu mestrado em Direito na Universidade Bar-Ilan.

## Biografia
Nas eleições municipais de 2008 ladijanski liderou sua candidatura à Câmara Municipal de Tel Aviv e foi eleito pela primeira vez como Vereador e atua como Presidente da facção "Seculares – Verdes" na Câmara Municipal do município.
Desde 2019 é Vice-Prefeito da Cidade de Tel Aviv-Jaffa. É secretário de Construções e Tratamentos dos Espaços Verdes e Lazer, Saúde Pública e Planejamento Sustentável do município.
A partir de 1 de outubro 2024 ele serve também como Presidente da Associação de Municípios para Gestão de Resíduos da Região Dan (Grande Tel Aviv) em Israel – Conhecida como Parque de Reciclagem Hiriya.
Em 2024 foi eleito como Membro da Gerência do Município, Membro da Comissão de planejamento e construção da prefeitura de Tel Aviv e Membro do Conselho Administrativo do Teatro Nacional de Israel – "Habima". Atua também como membro do Conselho da Organização "Acum" (corporação sem fins lucrativos que administra os direitos autorais de Autores, Compositores e Editores de Música em Israel) desde 2016.
Em junho 2020 o Vice-prefeito Ladijanski iniciou contato entre o Centro Médico Sourasky de Tel Aviv e centros médicos no Rio de Janeiro para lhe-ajudar a enfrentar a epidemia da COVID-19.
Já ocupou vários cargos públicos, tais como: Vice-Presidente da Subcomissão de Planejamento e Construção no município de Tel Aviv-Yafo (entre 2019-2021), Membro do Conselho de Administração do Banco Dexia-Israel (2016-2019) e Membro do Conselho de Administração do Parque Metropolitano Ariel Sharon (2016-2019).
Entre 2005-2008, ele serviu como Consultor Jurídico e CEO da "Let the Animals Live" (Deixe os Animais Viverem) – Associação Protetora dos Animais em Israel.
Em 1994 até 1996 serviu como assesor do Ministro da Economia e Ministro das Religiões de Israel Prof. Shimon Shetreet (Gabinete do Primeiro Ministro de Israel Itzhak Rabin) e entre 1996 - 2001 atuou como Assesor dos Membros do Parlamento Israelense (Knesset) Avraham Shochat e Uzi Baram.

## Honrarias
Em 2023, Ladijanski foi agraciado pela insígnia da Ordem de Rio Branco, Ministério das Relações Exteriores do Brasil. Uma das mais altas honrarias oferecidas pelo governo Brasileiro à pessoas ou instituições que se destacam pelas suas contribuições a sociedade e a nação brasileira.

## Vida pessoal
Casado com Efrat e pai de Itay (17) e Mika (15). Moram em Tel Aviv.